# Эш-Шейх-Бадр (район)
Эш-Шейх-Бадр (араб.  منطقة الشيخ بدر ‎) — район (минтака) в составе мухафазы Тартус, Сирия.
Административный центр — город Эш-Шейх-Бадр.

## География
Район расположен в центральной части мухафазы. На севере граничит с районом Банияс, на юго-западе — с районом Тартус, на юго-востоке — с районом Дурейкиш, на востоке — с территорией мухафазы Хама.

## Административное деление
Административно район Эш-Шейх-Бадр разделён на три нахии:
| Нахия                 | Административный центр | Население (2004 г.), чел. | Карта |
| --------------------- | ---------------------- | ------------------------- | ----- |
| Брумманет-эль-Машайих | Брумманет-эль-Машайих  | 13 562                    |       |
| Эль-Камсия            | Эль-Камсия             | 14 095                    |       |
| Эш-Шейх-Бадр          | Эш-Шейх-Бадр           | 25 324                    |       |